# Warner Bros. Discovery
Warner Bros. Discovery, Inc. é uma multinacional de mídia de massa americana e conglomerado de entretenimento.
A empresa foi formada através da fusão da WarnerMedia e Discovery Inc., concluída em 8 de abril de 2022. O nome da empresa é uma combinação de Warner Bros. estúdio de cinema e a rede de TV paga Discovery Channel.

## História

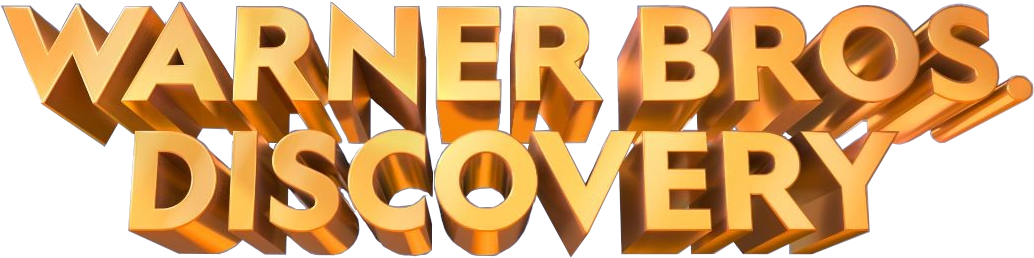
Logotipo provisório revelado em junho de 2021

### Começo
Em 16 de maio de 2021, a Bloomberg News informou que a AT&T estava em negociações com a Discovery Inc. para se fundir com a WarnerMedia, a empresa controladora da Warner Bros., para formar uma empresa de capital aberto que seria dividida entre seus acionistas.
Em 17 de maio de 2021, a AT&T anunciou que havia concordado em alienar sua participação acionária na subsidiária integral de mídia e entretenimento WarnerMedia (a antiga Time Warner, que a AT&T adquiriu em 2018 para em 2018 por pouco mais de US$ 85 bilhões na tentativa de se tornar a integração vertical conglomerado de mídia) e fundi-lo com a Discovery Inc. para formar uma nova empresa, que está sujeita a aprovação regulatória. A fusão, programada para ser concluída em meados de 2022, será estruturada como um Reverse Morris Trust com os acionistas da AT&T com 71% de participação nas ações da nova empresa e nomeando sete membros do conselho e acionistas da Discovery com 29% de participação e nomear seis membros do conselho. A AT&T receberá US$ 43 bilhões em dinheiro e dívidas da cisão.
A nova empresa é liderada pelo atual CEO da Discovery, David Zaslav, enquanto a posição do CEO da WarnerMedia Jason Kilar na nova empresa é incerta. Zaslav afirmou que as duas empresas gastam US$ 20 bilhões anualmente em conteúdo (superando Disney, Netflix e Amazon.com). A empresa terá como objetivo expandir seus serviços de streaming, que incluem o HBO Max da WarnerMedia, para atingir 400 milhões de assinantes globais.
No Brasil, o Conselho Administrativo de Defesa Econômica (CADE) aprovou, sem ressalvas, a criação da Warner Bros. Discovery. Tal ato surpreendeu muitos, já que geralmente o órgão impõe condicionantes quando conglomerados gigantes de mídia se fundem. No caso da fusão entre a The Walt Disney Company e a Twentyth-one Century Fox por exemplo, uma das condições que a entidade pediu foi para manter um dos canais da antiga companhia ativos por um certo tempo, o extinto Fox Sports.  E durante a fusão, a nova empresa decidiu encerrar o aplicativo all-news CNN+ com apenas 1 mês de atividade 
No final de 2024 foi noticiado que a cúpula da empresa estava estudando separar a parte de canais a cabo em uma nova empresa independente. A empresa deu passos nesse direção em seguida quando criou duas divisões internas, com a streaming e estúdios possuindo os estúdios de cinema e televisão, e o grupo de canais HBO, mais o streaming HBO Max, dentro outros, e  outra divisão sendo a canais lineares globais, com todos os canais a cabo do grupo, incluindo discovery channel, CNN, Cartoon network e TNT. Em junho de 2025 foi anunciado que a empresa se dividiria em em duas novas entidades em definitivo em 2026, e em julho foi anunciado que a divisão streaming e estúdios se tornaria a Warner Bros. Company e a canais lineares globais se tornaria Discovery Global. 

## Unidades
A Warner Bros. Discovery consiste em sete divisões de negócios principais:
- Warner Bros. Entertainment
  - Warner Bros. Pictures Group consiste no entretenimento filmado e teatral da empresa empresas de entretenimento, incluindo Warner Bros. Pictures, New Line Cinema, DC Studios, Warner Animation Group, Lions Gate Entertainment (5,4%) e Castle Rock Entertainment. A divisão é comandada por Toby Emmerich.
  - Warner Bros. Television Group consiste em uma rede nacional e internacional de produtoras de televisão, incluindo a principal gravadora Warner Bros. Television, ao lado de Telepictures, Alloy Entertainment, e Warner Horizon Unscripted Television. A divisão também é responsável por 12,5% de The CW. A divisão é liderada por Channing Dungey.
  - Warner Bros. Global Enterprises gerencia e constrói parques temáticos e tours de estúdio da Warner Bros.
  - DC Entertainment consiste na editora de quadrinhos DC Comics e seus associados Propriedades intelectuais. A unidade funciona com outros estúdios da Warner Bros. subsidiárias em conteúdo com suas propriedades, como filmes, séries de televisão e videogames.
- Home Box Office, Inc. concentra-se na rede de cabo premium homônima HBO e seu canal irmão Cinemax. Esta unidade é liderada por Casey Bloys, que também é responsável pela programação de ambos HBO e HBO Max, e supervisão da Magnolia Network.
- CNN Global é responsável pelo canal de notícias homônimo CNN e outros ativos de notícias de transmissão global de propriedade da Warner Bros. Discovery, incluindo a rede irmã HLN, e várias filiais internacionais da CNN.
- Warner Bros. Discovery U.S. Networks Group compreende as redes de cabo da empresa nos Estados Unidos, incluindo a Factual Networks (Discovery, Animal Planet, Science Channel, American Heroes Channel e Investigation Discovery), canais de entretenimento e estilo de vida (TBS, TCM, TNT, TruTV, TLC, HGTV, Food Network, Destination America , OWN, Travel Channel e Discovery Life), Warner Bros. Global Kids, Young Adults tem vários canais e produtoras (Cartoon Network, Boomerang, Adult Swim, Cartoonito, Discovery Kids, e Discovery Family), além de estúdios de animação e produção, incluindo Warner Bros. Animation, Cartoon Network Studios, Williams Street e a clássica Hanna-Barbera Productions, além de sua sucessora a Hanna-Barbera Studios Europe. A divisão é liderada por Kathleen Finch.
- Warner Bros. Discovery Sports concentra-se nos negócios globais de transmissão de esportes da empresa, incluindo Turner Sports e Motor Trend Group nos Estados Unidos, bem como canais internacionais de esportes como Eurosport, TNT Sports na América Latina e América do Sul.
- Warner Bros. Discovery Global Streaming & Interactive Entertainment gerencia as operações das plataformas diretas ao consumidor da empresa, marcas on-line e negócios de jogos, empresas, incluindo os serviços de streaming HBO Max e Discovery+ (que ambos os serviços de streaming estão se fundindo em um serviço único de streaming), a divisão de videogames Warner Bros. Interactive Entertainment, e a empresa de mídia digital Otter Media. A divisão é liderada por JB Perrette.
- Warner Bros. Discovery International concentra-se em variações locais e regionais dos canais de televisão domésticos da Warner Bros. Discovery, bem como operações específicas da região, como TVN Group na Polônia e Three na Nova Zelândia. A divisão, liderada por Gerhard Zeiler, está dividida em três centros regionais: Asia-Pacific, Europe, Middle East and Africa (EMEA), e The Americas, e também é responsável pela distribuição global de redes da CNN Global e Warner Bros. Discovery Sports. Segmentos de negócios adicionais incluem divisões responsáveis pela distribuição de conteúdo global (que compreende a Warner Bros. Worldwide Television Distribution e Warner Bros. Home Entertainment), e Vendas de Publicidade. Esses negócios são supervisionados por Bruce Campbell, que atua como diretor de Receita da empresa.

## Liderança
| Conselho Administrativo - Samuel A. DiPiazza, Jr. (Presidente) - Robert Bennett - Li Haslett Chen - Richard Fisher - Paul Gould - Debra L. Lee - John Malone - Fazal Merchant - Steven Miron - Steven Newhouse - Paula Price - Geoffrey Yang - David Zaslav | Executivos - David Zaslav, Chief Executive Officer - Gunnar Wiedenfels, Chief Financial Officer - Channing Dungey, Chairman, Warner Bros. Television Group - Toby Emmerich, Chairman, Warner Bros. Pictures Group - Kathleen Finch, Chairwoman, US Networks Group and Chief Content Officer, Discovery Lifestyle Networks - Tom Ascheim, President, Warner Bros. Discovery Kids, Young Adults and Classics - Gerhard Zeiler, President, Warner Bros. Discovery International - JB Perrette, Chief Executive Officer and President, Warner Bros. Discovery Global Streaming and Interactive Entertainment - Casey Bloys, Chief Content Officer of HBO and HBO Max - Chris Licht, Chairman and Chief Executive Officer, CNN Global |

## Ligações Externas
- [www.wbd.com «Página oficial»] Verifique valor |url= (ajuda)